# Canton de Saint-Sever-Calvados
Le canton de Saint-Sever-Calvados est une ancienne division administrative française située dans le département du Calvados et la région Basse-Normandie.

## Géographie
Ce canton était organisé autour de Saint-Sever-Calvados dans l'arrondissement de Vire. Son altitude variait de 39 m (Pont-Farcy) à 351 m (Le Gast) pour une altitude moyenne de 186 m.

## Représentation

### Conseillers généraux de 1833 à 2015
| Période       | Période              | Identité                                       | Étiquette                | Qualité                                                                                         |
| ------------- | -------------------- | ---------------------------------------------- | ------------------------ | ----------------------------------------------------------------------------------------------- |
| 1833          | 1844 (décès)         | Jean-François Poupion (1792-1844)              |                          | Propriétaire à Sainte-Marie-Outre-l'Eau                                                         |
| 1844          | 1845                 | François Victor Loysel                         |                          | Notaire, maire de Saint-Sever, conseiller d'arrondissement                                      |
| 1845          | 1846                 | Raoul des Rotours de Chaulieu                  | Droite royaliste         | Propriétaire à Saint-Sever, député (1849-1851)                                                  |
| 1846          | 1848                 | François Victor Loysel                         |                          | Notaire, maire de Saint-Sever                                                                   |
| 1848          | 1852                 | Raoul des Rotours de Chaulieu                  | Droite royaliste         | Propriétaire à Saint-Sever, député (1849-1851)                                                  |
| 1852          | 1890 (démission)     | Guillaume Charles Sosthène Tardif de Petiville | Droite                   | Lieutenant de louveterie, propriétaire du château et maire de Saint-Sever                       |
| 1890          | 1898                 | Jules Delafosse                                | Bonapartiste puis Droite | Journaliste à Paris-Journal, député (1877-1898)                                                 |
| 1898          | 1904                 | Édouard Arthur Beslon                          | Républicain              | Notaire, maire de Landelles-et-Coupigny, conseiller d'arrondissement                            |
| 1904          | 1910                 | Jules Delafosse                                | Bonapartiste puis Droite | Journaliste à Paris-Journal, député (1877-1898 et 1902-1916)                                    |
| 1910          | 1910 (décès)         | Édouard Arthur Beslon                          | Républicain              | Notaire, maire de Landelles-et Coupigny, conseiller d'arrondissement                            |
| 1910          | 1919                 | Amand Louis Victor Lelièvre                    |                          | Maire de Saint-Sever-Calvados                                                                   |
| 1919          | 1930 (décès)         | Alfred Jeanne (1867-1930)                      |                          | Propriétaire, agriculteur, maire de Mesnil-Clinchamps (1923-1930)                               |
| 1930          | 1940                 | Alfred Fontaine                                | URD                      | Médecin, maire de Saint-Sever-Calvados, nommé conseiller départemental en 1943                  |
|               |                      |                                                |                          |                                                                                                 |
| 1945          | 1948 (décès)         | Alfred Fontaine                                | DVD                      | Médecin, maire de Saint-Sever-Calvados                                                          |
| 25 avril 1948 | 1954 (décès)         | Louis Tardif de Petiville                      | DVD-MRP                  | Colonel en retraite, propriétaire du château de Launay à Saint-Sever-Calvados                   |
| 1954          | 1958                 | Isidore Lesénéchal                             | DVD                      | Quincaillier à Saint-Sever-Calvados                                                             |
| 1958          | 2001                 | Marcel Restout                                 | DVD puis CD puis UDF     | Agriculteur, maire de Beaumesnil (1964-2004), député (1967-1968)                                |
| 2001          | 2008                 | Rémy Anfray                                    | UDF                      | Chef d'entreprise, maire de Landelles-et-Coupigny (1989-2008), président de l'Intercom Séverine |
| 2008          | juillet 2014 (décès) | Yves Rondel                                    | DVD                      | Inspecteur de l'Éducation nationale, maire du Gast de 2008 à 2014                               |
| novembre 2014 | 2015                 | Catherine Gourney-Leconte                      | DVD puis UDI             | Attachée territoriale, maire de Campagnolles depuis 2008                                        |

Le canton participait à l'élection du député de la sixième circonscription du Calvados.

### Conseillers d'arrondissement (de 1833 à 1940)
Le canton de Saint-Sever avait deux conseillers d'arrondissement.
| Période                                  | Période      | Identité                                | Étiquette               | Qualité |
| ---------------------------------------- | ------------ | --------------------------------------- | ----------------------- | --- |
| 1833                                     | 1844         | François Victor Loysel                  |                         | Notaire, maire de Saint-Sever                                                                               |
| 1833                                     | 1839         | Pierre Louis Viel (1803-1846)           |                         | Percepteur, maire de Sept-Frères                                                                            |
| 1844                                     | 1847 (décès) | Pierre Lainé (1775-1847)                |                         | Cultivateur, maire de Courson                                                                               |
| 1839                                     | 1842         | Pierre Lehéricey (1791-1870)            |                         | Notaire, maire de Landelles                                                                                 |
| 1848                                     | 1852         | Pierre Hellouin                         |                         | Juge de paix à Saint-Sever                                                                                  |
| 1848                                     | 1852         | Pierre Lehéricey                        |                         | Propriétaire à Landelles                                                                                    |
| 1852                                     | 1867         | Pierre-Adolphe Gohier (1810-1868)       |                         | Propriétaire à Beaumesnil                                                                                   |
| 1867                                     | 1877         | Auguste Lesauvage                       |                         | Maire de Beaumesnil, notaire à Vire                                                                         |
| 1852                                     | 1878 (décès) | Gustave Louise (1803-1878)              |                         | Avoué à Vire, propriétaire à Saint-Sever                                                                    |
| 1877                                     | 1892         | Édouard Arthur Beslon (1848-1910)       | Républicain             | Notaire à Landelles-et-Coupigny                                                                             |
| 1878                                     | 1888         | Martial Legendre (1829-1907)            |                         | Adjoint au maire de Saint-Sever                                                                             |
| 1888                                     | 1901         | Arthur Enguehard (1862-1949)            |                         | Maire de Landelles-et-Coupigny                                                                              |
| 1892                                     | 1901         | M. Champion                             |                         | Maire de Clinchamps                                                                                         |
| 1901                                     | 1913         | Auguste Brouard                         |                         | Maire de Beaumesnil                                                                                         |
| 1901                                     | 1905 (décès) | Désiré Renard (1869-1905)               |                         | Boulanger, maire de Courson                                                                                 |
| 1905                                     | 1919         | M. Champion                             |                         | Propriétaire à Clinchamps                                                                                   |
| 1913                                     | 1917 (décès) | Théophile Enguehard (1846-1917)         |                         | Propriétaire cultivateur, maire de Beaumesnil                                                               |
| 1917                                     | 1919         | siège vacant                            |                         | |
| 1919                                     | 1940         | Joseph Halbourt                         | RG                      | Maire de Sept-Frères                                                                                        |
| 1919                                     | 1930 (décès) | Victor-Émile Thomas-Lacroix (1871-1930) |                         | Greffier au tribunal civil, maire de Saint-Manvieu-Bocage                                                   |
| 1930                                     | 1936 (décès) | Henry Delorme père (1874-1936)          |                         | Notaire à Landelles-et-Coupigny                                                                             |
| 8 nov. 1936                              | 1940         | Henri Delorme fils (1907-1964)          | Républicain indépendant | Notaire à Landelles-et-Coupigny                                                                             |
| 1940                                     |              |                                         |                         | Les conseils d'arrondissement ont été suspendus par la loi du 12 octobre 1940 et n'ont jamais été réactivés |
| Les données manquantes sont à compléter. |              |                                         |                         | |

## Composition

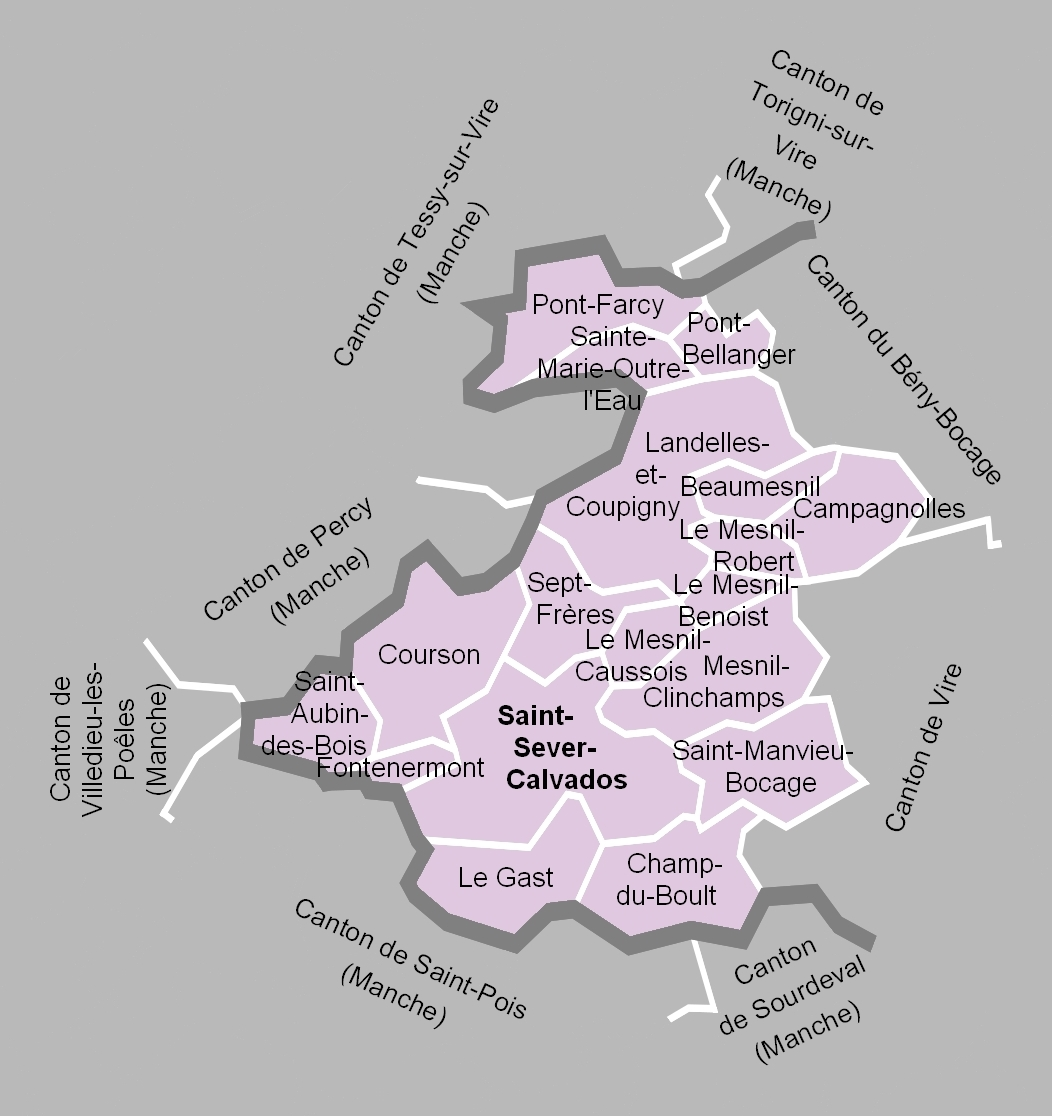
La carte des communes du canton. Les cantons limitrophes étaient ceux de Tessy-sur-Vire, de Torigni-sur-Vire, du Bény-Bocage, de Vire, de Sourdeval, de Saint-Pois, de Villedieu-les-Poêles et de Percy.

Le canton de Saint-Sever-Calvados comptait 7 226 habitants en 2012 (population municipale) et regroupait dix-huit communes :
- Beaumesnil ;
- Campagnolles ;
- Champ-du-Boult ;
- Courson ;
- Fontenermont ;
- Le Gast ;
- Landelles-et-Coupigny ;
- Le Mesnil-Benoist ;
- Le Mesnil-Caussois ;
- Mesnil-Clinchamps ;
- Le Mesnil-Robert ;
- Pont-Bellanger ;
- Pont-Farcy ;
- Saint-Aubin-des-Bois ;
- Saint-Manvieu-Bocage ;
- Sainte-Marie-Outre-l'Eau ;
- Saint-Sever-Calvados ;
- Sept-Frères.

À la suite du redécoupage des cantons pour 2015, toutes les communes sont rattachées au nouveau canton de Vire.

### Anciennes communes
Le canton de Saint-Sever-Calvados n'incluait aucune commune définitivement supprimée depuis 1795.
Le canton comprenait deux communes associées :
- Annebecq, associée à Landelles-et-Coupigny depuis le 1er janvier 1973.
- Pleines-Œuvres, associée à Pont-Farcy depuis le 1er mai 1973.

## Démographie
| 1962  | 1968  | 1975  | 1982  | 1990  | 1999  | 2006  | 2011  | 2012  |
| ----- | ----- | ----- | ----- | ----- | ----- | ----- | ----- | ----- |
| 9 036 | 8 343 | 7 386 | 7 035 | 6 854 | 7 018 | 7 117 | 7 248 | 7 226 |